# Crave (Madonna e Swae Lee)
Crave è un singolo della cantante statunitense Madonna, pubblicato il 10 maggio 2019 come terzo estratto dal quattordicesimo album in studio Madame X.

## Descrizione
Il brano, che vede la partecipazione di Swae Lee, è stato scritto dai due interpreti con Brittany Talia Hazzard (in arte Starrah), e prodotto da Madonna, Billboard e Mike Dean. Il testo parla del «desiderio infuocato di due amanti», recitando «my cravings get dangerous» («le mie voglie diventano pericolose»).
Dal punto di vista musicale, la critica specializzata ha espresso opinioni contrastanti nel definire le sonorità del brano, che è stato incasellato nei generi pop, trap, R&B e acustico.

## Video musicale
Il videoclip ufficiale ha visto la partecipazione di Madonna e di Swae Lee e dura 4 minuti e 23 secondi. È stato pubblicato su YouTube verso le 19 di mercoledì 22 maggio 2019.

## Tracce
1. Crave – 3:21

## Classifiche
| Classifica (2019)                | Posizione massima |
| -------------------------------- | ----------------- |
| Italia (airplay)                 | 30                |
| Stati Uniti (adult contemporary) | 11                |
| Stati Uniti (adult top 40)       | 34                |
| Ungheria (download)              | 38                |